# O'Cain Point
O'Cain Point är en udde i Antarktis. Den ligger i Sydshetlandsöarna. Argentina, Chile och Storbritannien gör anspråk på området.
Terrängen inåt land är platt norrut, men västerut är den kuperad. Havet är nära O'Cain Point åt nordost. Trakten är glest befolkad. Närmaste befolkade plats är Escudero Station, 8,3 km nordväst om O'Cain Point. 